# Pharyngochromis acuticeps
Pharyngochromis acuticeps är en fiskart som först beskrevs av Steindachner, 1866.  Pharyngochromis acuticeps ingår i släktet Pharyngochromis och familjen Cichlidae. IUCN kategoriserar arten globalt som livskraftig. Inga underarter finns listade i Catalogue of Life.